# Fosnes
Fosnes és un antic municipi situat al comtat de Nord-Trøndelag, Noruega. Té 653 habitants i té una superfície de 544.64 km². El centre administratiu és el poble de Dun.
Fosnes és un municipi costaner situat al llarg de la ria de Folda, al nord de la ciutat de Namsos. El municipi inclou l'illa de Jøa, part de l'illa d'Elvalandet, i part de la terra ferma. El segon llac més profund d'Europa, Salvatnet, i el llac Mjosundvatnet estan ubicats a la part oriental del municipi.